# Качели (мультфильм)
«Качели» — советский короткометражный рисованный мультфильм 1988 года.
Первый из трёх сюжетов мультипликационного альманаха «Весёлая карусель» № 19.

## Сюжет
Мальчик Женя, стоя, качался во дворе на качелях. Мама стала звать его на обед, но Женя не хотел идти домой. Устав от вызовов, мама вышла из дома и вызвала на помощь технику — и трактором его тянули, и паровозом с поездом товарного состава, и пароходом, но капризный Женя всячески топал ногой. Не выдержав этого, мама вызвала вертолёт и ушла домой. Последний сорвал с земли всё, что на ней было, поскольку мама схватила трактор за верёвку, которой он останавливал качели. Мальчик остался один со своими качелями на голой, безжизненной планете. От страха он спрыгнул со своих качелей и начал звать маму со слезами. Мама пожалела его и вернулась вместе со всем, что было на земле. Испуганный мальчик быстро прибежал домой и уселся за стол обедать. А на раскачивающихся качелях, которые продолжали качаться сами по себе, на доске показана большая заключительная красная надпись «Конец».

## Съёмочная группа
| автор сценария            | М. Чертков                       |
| кинорежиссёр              | Гарри Бардин                     |
| композитор                | Нина Савичева                    |
| художник-постановщик      | Светлана Гвиниашвили             |
| художники                 | Зоя Монетова, В. Байрамов        |
| художники-мультипликаторы | Юрий Мещеряков, Александр Мазаев |